# Бёрнс, Скотт (музыкальный продюсер)
Скотт Бёрнс — американский музыкальный продюсер в жанре дэт-метал. Работал продюсером на лейбле «Morrisound Recording» в конце 1980-х, все 1990-е и, частично, 2000-е.
Ныне не занимается продюсированием, а работает компьютерным инженером.

## Биография
Скотт спродюсировал множество записей знаменитых групп, игравших в стиле дэт-метал. Он работал с такими большими именами как «Death», «Cannibal Corpse», «Sepultura», «Obituary», «Atheist», «Malevolent Creation», «Suffocation», и «Cynic».
Он продюсировал некоторые альбомы, ставшие вехами жанра. Можно отметить такие релизы, как «Human» группы «Death», «Once Upon the Cross» «Deicide», «The Bleeding» «Cannibal Corpse», «Arise» «Sepultura» и «Slowly We Rot» «Obituary».
Его последняя работа — релиз 2005 года «Frozen in Time» группы «Obituary». Сейчас Бёрнс больше не занимается продюсированием, а работает компьютерным инженером.

## Спродюсированные альбомы
- Acheron — Rites Of The Black Mass (1992)
- Assück — Anticapital (1991)
- Assück — Blindspot (1992)
- Assück — Misery Index (1996)
- Atheist — Piece of Time (1989)
- Atheist — Unquestionable Presence (1991)
- Atrocity — Hallucinations (1990)
- Cancer — To the Gory End (1990)
- Cancer — Death Shall Rise (1991)
- Cannibal Corpse — Eaten Back to Life (1990)
- Cannibal Corpse — Butchered at Birth (1991)
- Cannibal Corpse — Tomb of the Mutilated (1992)
- Cannibal Corpse — The Bleeding (1994)
- Cannibal Corpse — Vile (1996)
- Cynic — Demo (1990)
- Cynic — Demo (1991)
- Cynic — Focus (1993)
- Death — Leprosy (1988)
- Death — Spiritual Healing (1990)
- Death — Human (1991)
- Death — Individual Thought Patterns (1993)
- Deicide — Sacrificial демо (1989)
- Deicide — Deicide (1990)
- Deicide — Legion (1992)
- Deicide — Once Upon the Cross (1995)
- Deicide — Serpents of the Light (1997)
- Demolition Hammer — Tortured Existence (1991)
- Devastation — Idolatry (1991)
- Disincarnate — Soul Erosion демо (1992)
- Exhorder — Slaughter in the Vatican (1990)
- Faxed Head — Faxed Head (1992)
- Gordian Knot — Emergent (2003)
- Gorguts — Considered Dead (1991)
- Hellwitch- Syzygial Miscreancy (1990)
- Hideous Corpse — Demented (1992)
- Internal Bleeding — Voracious Contempt (микширование) (1996)
- KMFDM — Glory (ремикс песни «Move On») (1993)
- Loudblast — Sublime Dementia (1993)
- Malevolent Creation — The Ten Commandments (1990)
- Malevolent Creation — Retribution (1992)
- Malevolent Creation — In Cold Blood (1997)
- Master — Master (1990)
- Master — On the Seventh Day God Created ... Master (1991)
- Monstrosity — Millennium (1996)
- Napalm Death — Harmony Corruption (1990)
- Napalm Death — Suffer The Children (1991)
- Nasty Savage — Miscellaneous Releases (1985—1989)
- Obituary — Slowly We Rot (1989)
- Obituary — Cause of Death (1990)
- Obituary — The End Complete (1992)
- Obituary — World Demise (1994)
- Obituary — Frozen in Time (2005)
- Overthrow — Within Suffering (1990)
- Paul Speckmann — Project (1992)
- Pestilence — Testimony of the Ancients (1991)
- Psychotic Waltz — Mosquito (1994)
- Psychotic Waltz — Bleeding (1996)
- Raped Ape — Terminal Reality (6-песенный мини-альбом) (1992)
- Resurrection — Embalmed Existence (1993)
- Sadus — Elements of Anger (1997)
- Solstice — Solstice (1992)
- Sean Malone — Cortlandt (1996)
- Sepultura — Beneath the Remains (1989)
- Sepultura — Arise (1991)
- Sepultura — Third World Posse (1992)
- Six Feet Under — Haunted (1995)
- Slap of Reality — Fletch (1991)
- Skeletal Earth — Eulogy for a Dying Fetus (1991)
- Suffocation — Effigy of the Forgotten (1991)
- Suffocation — Pierced from Within (1995)
- Suffocation — Despise the Sun (1998)
- Terrorizer — World Downfall — указан как «инженер звукозаписи» (engineer) (1989)
- Transmetal — Dante’s Inferno (1993)
- Transmetal — Mexico Barbaro (1996)
- Various Artists — At Death’s Door (1990)
- Various Artists — At Death’s Door II (1993)